# Якутская агломерация
Яку́тская агломера́ция (Якутская городская агломерация, Якутская столичная агломерация) — агломерация в России, формирующаяся в центральной зоне республики Саха (Якутия). Центральное коммуникационное ядро — город Якутск, далее пригородные территории и районы. Управление агломерацией производится в рамках муниципальной реформы администрацией городского округа «Якутск», прилегающего к нему городского округа «Жатай».

## Состав
Согласно «Схеме территориального планирования Республики Саха (Якутия)» в состав агломерации входят городские округа Якутск и Жатай.
| МО                     | Население, чел. (2024) |
| ---------------------- | ---------------------- |
| Городской округ Якутск | ↗384 979               |
| Городской округ Жатай  | ↗12 541                |
| Итого                  | 397 520                |

## Программа развития

#### Дорожно-транспортная инфраструктура
Город Якутск является центральным транспортным узлом республики. Здесь находятся аэропорты «Якутск» и «Маган», речной порт, основные автомагистрали республики (федеральные «Вилюй», посредством паромных и ледовых переправ «Колыма» и «Лена», региональные «Умнас», «Нам»), автовокзал.
Формируется Якутский индустриальный транспортно-логистический узел (хаб), который будет включать в себя 3 федеральные и 5 региональных автодорог, железнодорожную линию «Беркакит-Томмот-Якутск», мостовой переход через реку Лену, международный аэропорт «Якутск», Якутский речной порт, Жатайскую судоверфь и пр.
Формирование транспортного узла будет осуществляться на основе терминальной технологии переработки грузов в смешанном и сезонном сообщении. Предполагается реализация проектов по модернизации и строительству транспортной инфраструктуры, создания современной складской и информационно-логистической инфраструктуры в пределах города Якутска (на западе в с. Маган, на востоке — Речной порт, на юге — пос. Табага; между собой эти три зоны должны быть связаны объездными путями) и пос. Нижний Бестях.

#### Сервисная среда
Предполагается размещение объектов сервисной среды, предоставляющие рекреационные, санаторно-оздоровительные объекты, объекты физкультуры и спорта, объекты социального обслуживания в близлежащих к городу Якутску населенных пунктах Намского, Хангаласского и Мегино-Кангаласского улусов. Действуют 4 санатория: «Якуткурорт», «Абырал», «Чэбдик» и Республиканский детский туберкулезный санаторий им. Т. П. Дмитриевой.

#### Научная сфера
В Якутской агломерации формируется крупный научно-образовательный центр федерального и регионального значения. Действует Северо-Восточный федеральный университет

#### Агропояс
Якутский административный район имеет 355,4 тыс. га общей земельной площади. Агропояс города расположен на границах Хатасского, Тулагино-Кильдямского, Маганского наслегов и пригорода Марха.
Традиционными направлениями развития сельского хозяйства являются молочное скотоводство, свиноводство, птицеводство, овощеводство и картофелеводство.

#### Основные проблемы
— пропускная способность транспортной инфраструктуры, обеспечивающей связи столицы с пригородными территориями и районами — участниками агломерационных процессов — не соответствует растущим транспортным нагрузкам;
— отсутствие круглогодичной транспортной доступности левого и правого берегов агломерации;
— изношенность и предельные нагрузки существующих объектов инженерной инфраструктуры;
— стихийное разрастание пригородных территорий Якутска, недостаток хозяйственной деятельности.